# Metanastes picipes
Metanastes picipes är en skalbaggsart som beskrevs av Macleay 1873. Metanastes picipes ingår i släktet Metanastes och familjen Dynastidae. Inga underarter finns listade i Catalogue of Life.